# Indeks Retail
Indeks Retail A/S er et dansk driftsselskab, der gennem sit ejerskab af Danmarks største boghandlerkæde Bog & idé samt den mindre kæde BOGhandleren er landets suverænt største aktør indenfor detailsalg af bøger. 130 af de ca. 300 boghandlere i Danmark er tilknyttet Indeks Retail. Ligeledes drives konceptet Legekæden af Indeks Retail og mere end 50 butikker er tilsluttet dette koncept. Tilsammen omsætter butikkerne i Indeks Retail for 1,5 mia. og beskæftiger omkring 800 medarbejdere. 
Som kædekontor for de tre frivillige kæder sørger Indeks Retail for indkøb, markedsføring, konceptudvikling og økonomi, mens datterselskabet Indeks Retail butik varetager drift af webshops i de enkelte kædekoncepter. Indeks Retail blev dannet i 2005 ved en fusion af Bøger og Papir og Bog & Idé. BOGhandleren kom til i 2006, mens Indeks Retail i 2007 købte A/S G.E.C. Gads Boghandel. Størstedelen af Gad-bogladerne blev derefter omdannet til Bog & idé-butikker, mens enkelte lukkede. I 2013 blev opkøbet af Legekæden Amba (Legekæden) en realitet. 
Kædekontoreret er beliggende i Horsens, umiddelbart ud til Østjyske Motorvej.